# Värmdö köpcentrum

Värmdö köpcentrum är ett köpcentrum i Mölnvik i Gustavsberg i Värmdö kommun. Där finns bland annat ICA Maxi, Willys, Lidl, systembolag, Max, McDonald's, Clas Ohlson, Elgiganten, Rusta, Drömhuset, Hemtex, en bokhandel och två apotek.